# 솔껍질깍지벌레
솔껍질깍지벌레(학명: Matsucoccus matsumurae 마트수코쿠스 마트수무라이[*])는 노린재목 이세리아깍지벌레과(Margarodidae)의 흡즙성 해충이다. 현재 북아메리카, 동아시아, 북유럽에 분포하고 있다.

## 특징
암컷의 경우, 더듬이는 아홉 마디이며, 기부가 서로 가깝게 달린다. 더듬이의 밑마디 및 자루마디는 연결된 부채꼴 마디보다 확연히 길고 더 넓다. 가슴마디의 기문 두 쌍은 각각 수많은 기관이 달린다. 7쌍의 배마디 기문은 가슴마디의 기문과 비슷하게 생겼다. 넓적다리, 종아리마디, 발목마디는 사각형 모양이다. 배마디(제3복절~제7복절)마다 복부털 한 쌍이 달린다.
수컷의 경우, 더듬이는 각각 짧고 튼튼한 밑마디와 자루마디가 있으며, 그 뒤로 이어진 각 마디는 원주상의 실 모양 마디로 총 10마디이다. 큰 겹눈과 더듬이 기부가 달리는 머리는 가로 길이보다 세로 길이가 더 크다. 가늘은 다리에는, 사각형에 가까운 발톱마디와 이가 없는 단단한 발톱이 있다. 전연맥은 사각형이며 말단까지 이어져 있고, 주맥이 2개 있는데, 그 중 하나인 중맥은 기부에서 말단까지 뻗어 있다. 날개 밑부분의 테두리가 아랫쪽으로 급격히 꺾여있다. 평균곤은 끝에 각각 약 6개의 길고 가느다란 센털이 있다. 복부에는 길쭉한 다관성 구멍이 복부 끝 주변에 있는 가로로 타원형인 부분에 모여있다. 수컷의 음구편은 바닥이 넓고 끝이 둥글게 가늘어지는 반면, 삽입기는 가늘고 매우 휘어있으며, 음구편 끝의 바깥으로 돌출되어 있다.

## 생태
연 1회 발생하며, 암수의 생활사가 다른 특이한 생태를 갖는다. 암컷 성충은 2령 약충 이후 3령 시기의 모습 (유형성숙)으로 허물을 벗는다. 반면 수컷 성충의 경우, 3령 또는 전용 단계를 거쳐 번데기 단계를 지난 뒤, 한 쌍의 날개를 가지는 성충으로 탈피한다.

### 생활사
성충은 4월과 5월 사이에 출현해 소나무 가지에 알주머니를 만들어 산란한다. 약충은 5월 초~6월 중반 사이에 출현해 가지 위에서 활동하며, 나무껍질 틈 사이에 정착해 흡즙가해를 한다. 이후 여름잠을 자게 되고, 11웧 이후에 후약충이 된다. 후약충의 상태로 월동해 이듬해에 성충이 된다.

### 피해
피해수종은 소나무속(Pinus)에 속하는 소나무, 해송, 잣나무 등이며, 주로 가지를 가해한다. 이로 인해 잎이 갈변하여 결국 나무 전체가 변색된다. 피해 나무가 변색되어 고사하는 것이 관찰되는 시기는 3~5월 경이다. 변색의 방향이 아래에서 위로 향한다.

#### 대한민국
대한민국에서 1963년 전남 고흥군 해송림에서 피해가 최초로 발생하였으나, 솔껍질깍지벌레에 의한 피해로 밝혀진 때는 1983년이다.  1980년대 말 대면적으로 발생하여 방제작업이 실행되었다. 2007년에 47,000ha를 정점으로 피해 면적이 감소했다. 2015년에 피해가 잠시 급증했다 이듬해에 감소하고 2018년에 다시 급증한 뒤, 2019년에 들어 다시 감소 추세였다.
2023년을 기준으로 65개 시·군에서 솔껍질깍지벌레 개체 수가 전년대비 약 2만 7천여(약 3%) 마리가 증가했으며, 영남 해안·충청 서해안·제주 등에서 발생이 늘고 있다.